# امشب (می‌کنمت)
«امشب (می‌کنمت)» (به انگلیسی: Tonight (I'm Fuckin' You)) یا در نسخهٔ تعدیل‌شده‌ترش امشب (عاشقتم) یا اختصاراً امشب، تک‌آهنگی از هنرمند اهل اسپانیا انریکه ایگلسیاس و لوداکریس، است که در ۲۲ نوامبر ۲۰۱۰ منتشر شد. این تک‌آهنگ در آلبوم خوشحالی (آلبوم) قرار داشت.
این تک‌آهنگ در چارت‌های ، در رتبه اول و در چارت‌های ، اسکاتلند، ایرلند، نروژ، استرالیا، اسپانیا، دانمارک، فنلاند، سوئد، فلاندرز، سوئیس، نیوزلند، اتریش، بریتانیا، جزو ده ترانه اول قرار گرفت.